# Присамарье
Присамарье (укр. Присамар'я) или Посамарье (укр. Посамар'я) — историко-географическая область, расположенная в бассейне реки Самара на востоке Днепропетровской, западе Донецкой и севере Запорожской области. Иногда Присамарье также относят к Надпорожью.

## История
Изначально центрами Посамарья было Русское (Улицкое) городище на Игренском острове (см. Пересечень), впоследствии Бродницкая Самарь, при казачестве главным городом была Самарь. На землях Присамарья располагалась Самарская паланка Войска Запорожского.
Потом Новомосковск (бывшая Новая Самарь) стал центром Посамарья. Во времена Запорожской Сечи Новая Самарь была центром Самарской паланки, а после присоединения к Российской империи, Новомосковского уезда, а Павлоград в то время был центром Палоградского уезда.
С древних времен речная сеть служила стратегически важным путем из Днепра в Азовское и Чёрное море. Территории Присамарья часто становились ареной борьбы между Запоржской сечью и Крымским ханством.

## Современное положение
В наше время главными городами Посамарья является Покровск, Павлоград и Новомосковск.
На территории Посамарья проживает около 1200000 человек (приблизительно по 500000 человек в Днепропетровской и Донецкой областях, 200000 человек проживает в Запорожской)